# Montmagny (Frankrijk)
Montmagny is een gemeente in het Franse departement Val-d'Oise (regio Île-de-France) en telt ongeveer 14.000 inwoners. De plaats maakt deel uit van het arrondissement Sarcelles.

## Geografie
De oppervlakte van Montmagny bedraagt 2,9 km².
De onderstaande kaart toont de ligging van Montmagny (Frankrijk) met de belangrijkste infrastructuur en aangrenzende gemeenten.

## Demografie
Onderstaande figuur toont het verloop van het inwonertal (bron: INSEE-tellingen).